# Всички и никой
„Всички и никой“ е български игрален филм (криминален, драма) от 1978 година на режисьора Крикор Азарян, по сценарий на Йордан Радичков. Оператор е Пламен Вагенщайн. Музиката във филма е композирана от Кирил Дончев.

## Актьорски състав
- Велко Кънев – сержант Иван Мравов „Мравката“, милиционерът от Разбойна
- Григор Вачков – Мустафа, циганския бос
- Никола Дадов – Бай Дачо
- Константин Коцев – даскал Славейко
- Георги Новаков – Матей
- Катя Паскалева – младата бременна каракачанка
- Кунка Баева – старата каракачанка
- Емилия Радева – мама Дана, майката на Матей
- Васил Михайлов – следователят
- Руси Чанев – сержант Антонов „Щит и меч“, милиционерът от влака
- Васил Димитров - иманяр
- Янина Кашева – Рашка, сестрата на Антонов
- Кирил Кавадарков – пчеларят
- Илка Зафирова – циганката-конекрадка
- Иван Янчев – кръчмарят
- Невена Мандаджиева – сестрата на Иван
- Магда Колчакова – циганка
- Тодор Колев - калугерът от манастира
- Васил Спасов
- Пламен Дончев - пастир
- Велико Стоянов - пъдарят
- Милко Никодимов
- Стоян Стойчев - пътника питащ за манастира
- Стефан Бобадов
- Иван Дервишев - селянина с припадничавата коза-свръхдобитък
- Васил Пенов
- Катя Чукова - жената на селянина лъжещ при преброяването на животните
- Антон Карастоянов - селянина лъжещ при преброяването на животните
- Иван Обретенов - другоселецът с каруцата, водещ дебилното си момче за освидетелстване
- Димитър Марин - дебилното момче в каруцата
- Любен Миладинов
- Стефан Германов
- Веселин Борисов
- Георги Мамалев – циганин
- Александър Лилов
- Георги Ангелов
- Манчо Макаринов
- Армен Арутюнян
- Сашо Костов